# Arena (album)
Arena to szósty album zespołu Asia wydany w 1996 roku nakładem Bullet Proof Records.

## Lista utworów
1. "Into the Arena" – 3:00
2. "Arena" – 5:16
3. "Heaven" – 5:17
4. "Two Sides of the Moon " – 5:22
5. "The Day Before the War" – 9:08
6. "Never" – 5:31
7. "Falling" – 4:57
8. "Words" – 5:18
9. "U Bring Me Down" – 7:07
10. "Tell Me Why" – 5:14
11. "Turn It Around" – 4:12
12. "Bella Nova" – 3:12
13. "That Season" (bonus) – 4:52

## Twórcy
- Geoff Downes – keyboard, automat perkusyjny
- John Payne – gitara, gitara basowa, wokal
- Michael Sturgis – perkusja
- Elliott Randall – gitara
- Aziz Ibrahim – gitara

### Występy gościnne
- Tomoyasu Hotei – gitara
- Luis Jardim – perkusjonalia